# Classe Regione
La Classe Regione era una serie di cinque navi miste merci-passeggeri, ordinate e fatte costruire dalla Tirrenia di Navigazione tra il 1950 ed il 1953. Tra il 1967 ed il 1969, in risposta alla crescente domanda di trasporto di mezzi gommati, quattro unità della classe furono convertite in traghetti ro-ro, tramite l'aggiunta di un garage per il trasporto di automezzi e di un portellone di poppa per il loro imbarco e sbarco.

## Contesto
Nel secondo dopoguerra, la Tirrenia aveva gradualmente ripreso i propri servizi di collegamento con le isole maggiori e nel Mediterraneo, impiegando allo scopo le poche unità sopravvissute alla guerra e affiancandovi delle altre recuperate dall'affondamento o procurate all'estero. La flotta era però composta in modo disomogeneo e mancavano unità con velocità e capacità passeggeri adeguate all'espletamento delle linee postali; divenne perciò necessario introdurre delle nuove unità, di maggiori dimensioni e con caratteristiche più moderne di quelle in servizio. Sfruttando gli incentivi concessi dalla cosiddetta "Legge Saragat" del 1949, la Tirrenia ordinò quindi una serie di cinque navi miste merci e passeggeri, destinate alle linee Napoli - Palermo, Napoli - Palermo - Tunisi, Napoli - Cagliari e Civitavecchia - Olbia. Il progetto di queste unità fu assegnato ai Cantieri Navali Riuniti di Genova, mentre la costruzione fu affidata ai cantieri di Palermo e di Castellammare di Stabia.

## Caratteristiche

### In configurazione originale
Le navi della classe erano pensate per effettuare un servizio misto merci e passeggeri. Potevano trasportare fino a un massimo di 568 passeggeri, i cui spazi erano divisi nelle tradizionali tre classi. Le sistemazioni per i passeggeri comprendevano 30 cabine di prima classe (11 delle quali con servizi igienici privati), 33 cabine di seconda classe e 20 di terza classe turistica; erano poi presenti a bordo tre dormitori (uno per donne con 36 posti e due per uomini per complessivi 138 posti) e due cabine riservate ad eventuali detenuti e ai carabinieri della scorta. I posti letto totali erano 454. Gli spazi comuni per i passeggeri di prima e seconda classe comprendevano un ristorante con 74 posti, un soggiorno - bar con 62 posti, una biblioteca e una sala da gioco, tutti ubicati sul ponte passeggiata, oltre ad un vestibolo con annesso ufficio turistico posizionato sul sottostante ponte di coperta. Sempre sul ponte di coperta erano posti il ristorante ed il soggiorno - bar di terza classe, rispettivamente con 82 e 50 posti. Gli spazi comuni erano particolarmente curati: gli allestimenti interni di Sicilia, Calabria e Lazio furono affidati a Nino Zoncada, mentre quelli di Sardegna e Campania Felix furono progettati dal noto architetto Gustavo Pulitzer-Finali. Su tutte le navi le sale pubbliche sul ponte passeggiata furono arricchite con decorazioni e opere di diversi artisti contemporanei, tra i quali Emanuele Luzzati, Piero Fornasetti, Ettore Calvelli, Giovanni Majoli e Pino Casarini.
Le navi erano dotate di tre stive per il carico, con una capacità complessiva di 1470 m³, e di un garage, accessibile con scivoli mobili, che poteva ospitare fino a 6 automobili. La propulsione era assicurata da due eliche a passo variabile quadripala; sui due assi erano montati quattro motori Diesel FIAT 486 T a due tempi, con una potenza complessiva di 7 200 cavalli. La configurazione con due motori per asse fu scelta per garantire una maggiore flessibilità di utilizzo alle navi: per il servizio sulle linee meno prestigiose era possibile ridurre la velocità, utilizzando solo un motore per linea d'asse.
Tra 1959 e 1960 le navi furono sottoposte al primo intervento di ristrutturazione: gli spazi destinati a passeggeri ed equipaggio furono dotati di aria condizionata e fu montato un sistema di stabilizzatori antirollio.

### Come traghetti ro-ro
Alla fine degli anni '60, in risposta alla crescente domanda di trasporto di mezzi gommati e all'immissione in servizio, da parte di armatori privati, dei primi moderni traghetti ro-ro, quattro unità della classe furono sottoposte a un profondo intervento di riconversione. L'intervento fu permesso anche dalla particolare configurazione della sala macchine, dai ridotti ingombri verticali, che permise la creazione di un ponte garage continuo. Sul ponte principale fu inserito un garage per 8 semirimorchi da 12 metri e 50 automobili; un secondo garage, con capacità per altre 50 automobili e raggiungibile con un ascensore, fu ricavato al posto della seconda stiva di carico. Per consentire delle celeri operazioni di imbarco e sbarco dei veicoli gommati, furono montati un portellone a poppa e due laterali a prua. A poppa furono montate delle controcarene laterali, per aumentare la riserva di galleggiabilità e migliorare le caratteristiche di stabilità delle navi. 
Furono poi profondamente riviste le sistemazioni per i passeggeri: le cabine e gli ormai anacronistici dormitori di terza classe furono aboliti, le cabine di prima classe passarono a 85 (tutte dotate di servizi igienici), quelle di seconda a 62 e furono aggiunte anche due sale con poltrone reclinabili, per un totale di 88 posti. I posti letto, poltrone comprese, aumentarono quindi a 481, mentre la capacità complessiva di trasporto passeggeri salì a 1000. Infine, i motori delle unità furono revisionati e dotati di un sistema di sovralimentazione; l'aumento di potenza servì a compensare l'aumento di dislocamento delle unità dopo la trasformazione, in modo da mantenerne inalterata la velocità di servizio per non perdere di competitività rispetto ai traghetti degli armatori privati. L'unica unità a non essere sottoposta a questi lavori fu la Campania Felix, essendo ormai prevista l'entrata in servizio delle più moderne unità della Classe Poeta.

## Servizio

### Costruzione ed entrata in servizio
Il contratto di costruzione delle navi fu stipulato il 20 aprile 1950. Il 22 luglio dello stesso anno furono impostate, sugli scali del cantiere navale di Castellammare di Stabia, la Sardegna e la Campania Felix; Sicilia, Calabria e Lazio furono impostate rispettivamente il 19 settembre, il 30 settembre e il 16 ottobre 1950 presso il cantiere navale di Palermo. 
La prima unità a essere consegnata alla Tirrenia di Navigazione fu la Sicilia, che entrò in servizio il 9 settembre 1952 sulla linea Civitavecchia - Cagliari. Seguirono la Sardegna, che il 3 novembre 1952 fu inserita sulla Civitavecchia - Olbia, e la Calabria, che il 14 dicembre 1952 fu destinata alla stessa linea, in coppia però con la gemella Sicilia. La Campania Felix fu messa in servizio il 24 febbraio sulla Napoli - Cagliari; chiuse la serie la Lazio, che entrò in servizio il 5 aprile 1953. 
Tra maggio e giugno 1959 vi fu un pesante sciopero di tutti i marittimi Finmare, che di fatto isolò la Sardegna: per garantire i collegamenti con l'isola, il Ministero della Marina Mercantile requisì e mise in servizio con personale militare o ingaggiato per l'occasione le motonavi Sicilia, Sardegna e Lazio. Nello stesso anno le unità della classe iniziarono ad essere sottoposte ai lavori di ristrutturazione sopra descritti: la prima a essere inviata in cantiere fu la Campania Felix, che vi entrò il 12 aprile; seguirono Sicilia e Lazio, rispettivamente a giugno e dicembre, mentre Sardegna e Calabria effettuarono i lavori nel 1960.

### Trasformazione in traghetti ro-ro
Nel 1965 entrarono in servizio sulle linee tirreniche i primi moderni traghetti passeggeri ro-ro, il Canguro Azzurro e il Canguro Rosso, della Società Navi Traghetto. La concorrenza di queste nuove unità erose le quote di mercato della Tirrenia, le cui navi non erano più adeguate a rispondere alle crescenti esigenze di trasporto di mezzi gommati. La compagnia statale, che già nel 1963 aveva effettuato alcune corse sperimentali sulla Genova - Porto Torres con la Appia dell'Adriatica di Navigazione, reagì commissionando alla Italcantieri di Trieste il progetto di una trasformazione delle unità della Classe Regione in traghetti ro-ro, intervento descritto in dettaglio in precedenza. I lavori furono effettuati dall'Arsenale Triestino, in collaborazione con il cantiere San Rocco di Trieste; la prima unità inviata in cantiere fu la Lazio, che iniziò i lavori il 21 febbraio 1967 e fu riconsegnata alla Tirrenia il 14 agosto dello stesso anno, tornando in servizio due settimane più tardi sulla Palermo - Tunisi. Tra giugno e novembre toccò alla Calabria, immessa poi sulla Civitavecchia - Cagliari, mentre la Sicilia fu trasformata tra gennaio e maggio 1968 e la Sardegna tra febbraio e maggio dell'anno successivo, venendo poi impiegata per aprire il collegamento Napoli - Catania - Siracusa - Malta - Tripoli. Una volta completata la trasformazione di tutte e quattro le unità, le navi-traghetto furono destinate a servire le linee Napoli - Palermo - Tunisi, Napoli - Cagliari - Civitavecchia e Napoli - Catania - Siracusa - Malta - Tripoli, mentre gli altri collegamenti rimasero appannaggio delle unità tradizionali.

### Progressiva dismissione

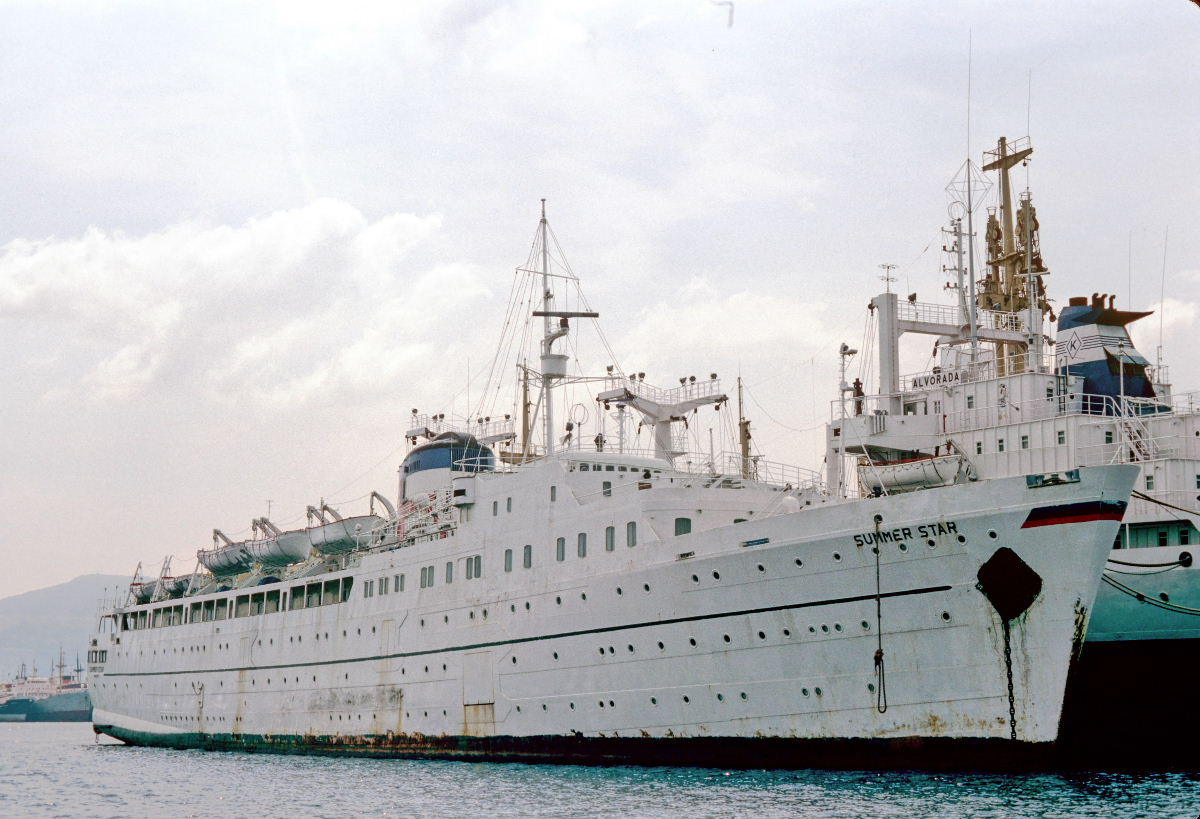
La Summer Star (ex Lazio) in disamo nel porto greco di Eleusi nel 1986.

Nonostante i lavori di ristrutturazione fossero andati a buon fine e le navi avessero anche beneficiato di un potenziamento e di una revisione dei motori, l'ingresso in servizio delle unità trasformate non fu sufficiente ad arginare la concorrenza degli armatori privati. Nel 1968 la Tirrenia ordinò quindi sei moderni traghetti ro-ro passeggeri (la classe Poeta); la conversione delle vecchie unità fu arrestata e la Campania Felix rimase in configurazione originale. Proprio la Campania Felix fu la prima unità della classe a essere posta in disarmo, nel settembre 1972; tre anni più tardi, la nave fu avviata alla demolizione ad Ortona. 
Con il progressivo ingresso delle navi della classe Poeta, le unità della classe Regione furono usate per aprire nuovi collegamenti, tra i quali Genova - Cagliari e Genova - Olbia - Arbatax, entrambi svolti con frequenza bisettimanale. Sul finire degli anni '70, con l'ormai imminente ingresso in servizio dei traghetti della Classe Strade Romane, le altre unità della Classe Regione videro via via diradarsi il loro impiego, venendo usate principalmente come rinforzi nella stagione estiva. 
Nell'ottobre 1978 la Lazio fu posta in disarmo e ceduta ad una compagnia greca. Prese il nome di Sant'Andrea, con il quale entrò in servizio, nel 1980, su una linea tra Brindisi e il Pireo con scali a Corfù, Igoumenitsa e Patrasso. Negli anni successivi la nave passò di mano diverse volte, alternando periodi di disarmo ad altri di attività, prevalentemente nel Mediterraneo orientale. Nel 1992 prese il nome di Avrasya, venendo in seguito messa in servizio nel Mar Nero. Il 16 gennaio 1996 la nave, con 120 passeggeri e 45 membri dell'equipaggio a bordo, fu sequestrata da un commando di terroristi ceceni nel porto di Trebisonda. I dirottatori diressero la nave verso Istanbul, minacciando di farla saltare in aria nel Bosforo se la Russia avesse continuato nel bombardamento del villaggio di Pervomajskoe. La situazione si risolse senza spargimenti di sangue tre giorni più tardi: i terroristi abbandonarono la nave, gli ostaggi furono liberati e la nave proseguì la navigazione verso Soči. Nel 1997 la nave, rinominata Avrasya I, fu demolita ad Aliağa.
Anche la Calabria fu posta in disarmo nell'ottobre 1978. Nei dieci anni seguenti fu impiegata in modo discontinuo per diversi servizi, compresi dei brevi noleggi alla CoTuNav e all'Adriatica. Tra dicembre 1980 e gennaio 1981 fu utilizzata insieme alla gemella Sardegna, anch'essa in quel momento in disarmo, come alloggio per gli sfollati del terremoto dell'Irpinia. Sicilia, Calabria e Sardegna furono infine demolite a Ortona, la prima nel 1984 e le altre due nel 1988.

## Unità della classe
| Nome           | Immagine | Cantiere                                | Varo             | Entrata in servizio | Numero IMO | Destino finale              | Note                                                      |
| -------------- | -------- | --------------------------------------- | ---------------- | ------------------- | ---------- | --------------------------- | --------------------------------------------------------- |
| Sicilia        |          | Cantieri Navali Riuniti, Palermo        | 11 maggio 1952   | 9 settembre 1952    | 5326849    | demolita ad Ortona nel 1988 |                                                           |
| Sardegna       |          | Navalmeccanica, Castellammare di Stabia | 10 febbraio 1952 | 3 novembre 1952     | 5314080    | demolita ad Ortona nel 1984 |                                                           |
| Calabria       |          | Cantieri Navali Riuniti, Palermo        | 30 novembre 1952 | 21 dicembre 1952    | 5057591    | demolita ad Ortona nel 1988 |                                                           |
| Campania Felix |          | Navalmeccanica, Castellammare di Stabia | 27 luglio 1952   | 24 febbraio 1953    | 5059276    | demolita ad Ortona nel 1975 | Unica nave della classe non convertita in traghetto ro-ro |
| Lazio          |          | Cantieri Navali Riuniti, Palermo        | 8 marzo 1953     | 5 aprile 1953       | 5204558    | demolita ad Aliağa nel 1997 |                                                           |